# Wu-Tang Forever
| Оценки критиков      | Оценки критиков |
| Источник             | Оценка          |
| -------------------- | --------------- |
| Allmusic             | [ 1 ]           |
| Entertainment Weekly | (A)             |
| Los Angeles Times    | [ 3 ]           |
| Melody Maker         | (favorable)     |
| NME                  | (favorable)     |
| Robert Christgau     | [ 4 ]           |
| Rolling Stone        | [ 5 ]           |
| Spin                 | (7/10)          |
| USA Today            | [ 7 ]           |
| The Washington Post  | (favorable)     |

Wu-Tang Forever — второй студийный, двойной альбом хип-хоп команды Wu-Tang Clan, вышел 3 июня 1997 года.

## Об альбоме
После того как вышел первый круг сольных альбомов, Wu-Tang Clan собрался вновь, чтобы выпустить альбом Wu-Tang Forever. За первую неделю продажи превысили 600 000 экземпляров. Заглавной песней на этом двухдисковом альбоме была Triumph, одна из немногих песен, где присутствуют все девять участников Клана (правда, Ol' Dirty Bastard прочитал лишь вступление). В лирике заметно воздействие учения Нации 5 %, которым начали увлекаться участники Клана и которое тесно связано с нумерологией. Но несмотря на успех альбома, тур в поддержку был отменен на середине. По слухам, это произошло из-за разногласий внутри группы.
Выпуск Wu-Tang Forever также ознаменовал окончание «пятилетнего плана» The RZA, направленного на захват хип-хоп рынка, в течение пяти лет с момента образования группы. После успеха Wu-Tang Forever, The RZA объявил о том, что он прекращает контролировать всю деятельность Wu-Tang Clan. Этот шаг был направлен на то, чтобы Wu-Tang империя продолжала разрастаться и охватывать больший хип-хоп рынок. Благодаря этому продуманному шагу, в следующие два года в свет вышло большое количество альбомов Wu-Family.
"Wu-Tang Forever" является самым продаваемым альбомом группы на сегодняшний день. 15 октября 1997 года альбом стал 4 раза платиновым.

## Список композиций

### Диск 1
1. «Wu-Revolution» — 6:17
2. «Reunited» — 5:23
  - Intro/outro: Roxanne
  - Первый куплет: GZA
  - Второй куплет: Ol' Dirty Bastard
  - Третий куплет: RZA
  - Четвёртый куплет: Method Man
3. «For Heaven’s Sake» — 4:13
  - Первый куплет: Inspectah Deck
  - Второй куплет: Masta Killa
  - Третий куплет: Cappadonna
4. «Cash Still Rules/Scary Hours (Still Don’t Nothing Move But the Money)» — 3:06
  - Первый куплет: Raekwon
  - Второй куплет: Method Man
  - Третий куплет: Ghostface Killah
  - Продюсер: 4th Disciple
5. «Visionz» — 3:09
  - Первый куплет: Method Man
  - Второй куплет: Raekwon
  - Третий куплет: Masta Killa
  - Четвёртый куплет: Inspectah Deck
  - Пятый куплет: Ghostface Killah
  - Продюсер: Inspectah Deck
6. «As High as Wu-Tang Get» — 2:39
  - Intro/Chorus: Ol' Dirty Bastard
  - Первый куплет: GZA
  - Второй куплет: Method Man
7. «Severe Punishment» — 4:49
  - Первый куплет: U-God
  - Второй куплет: GZA
  - Третий куплет: Raekwon
  - Четвёртый куплет: RZA
  - Пятый куплет: Masta Killa
8. «Older Gods» — 3:07
  - Первый куплет: Ghostface Killah
  - Второй куплет: Raekwon
  - Припев: Ghostface Killah & Raekwon
  - Третий куплет: GZA
  - Продюсер: 4th Disciple
9. «Maria» — 2:34
  - Первый куплет: Ol' Dirty Bastard
  - Второй куплет: Cappadonna
  - Третий куплет: Ol' Dirty Bastard
  - Четвёртый куплет: RZA
10. «A Better Tomorrow» — 4:58
  - Intro/Первый куплет/припев: Inspectah Deck
  - Второй куплет/припев: Masta Killa
  - Третий куплет: U-God
  - Четвёртый куплет: RZA
  - Пятый куплет: Method Man
  - Продюсер: 4th Disciple
11. «It’s Yourz» — 4:19
  - Первый куплет: Raekwon
  - Второй куплет: U-God
  - Третий куплет/припев: RZA
  - Четвёртый куплет: Inspectah Deck
  - Пятый куплет: Ghostface Killah

### Диск 2
1. «Intro» — 2:02
  - Исполнитель: GZA & RZA
2. «Triumph» — 5:38
  - Intro: Ol' Dirty Bastard
  - Первый куплет: Inspectah Deck
  - Второй куплет: Method Man
  - Третий куплет: Cappadonna
  - Четвёртый куплет: U-God
  - Пятый куплет: RZA
  - Шестой куплет: GZA
  - Седьмой куплет: Masta Killa
  - Восьмой куплет: Ghostface Killah
  - Девятый куплет: Raekwon
3. «Impossible» — 4:28
  - Chorus: Tekitha
  - Первый куплет: RZA
  - Второй куплет: U-God
  - Третий куплет: Ghostface Killah
  - Outro: Raekwon
  - Продюсер: 4th Disciple
4. «Little Ghetto Boys» — 4:49
  - Первый куплет: Raekwon
  - Второй куплет: Cappadonna
5. «Deadly Melody» — 4:20
  - Intro и первый куплет: Masta Killa
  - Второй куплет: U-God
  - Третий куплет: RZA
  - Четвёртый куплет: Method Man
  - Пятый куплет: RZA, Masta Killa, U-God & GZA
  - Шестой куплет: Method Man
  - Седьмой куплет: Streetlife
  - Восьмой куплет: Ghostface Killah
  - Девятый куплет: Streetlife
6. «The City» — 4:05
  - Исполнитель: Inspectah Deck
  - Продюсер: 4th Disciple
7. «The Projects» — 3:17
  - Intro и первый куплет: Raekwon
  - Припев : U-God & Raekwon
  - Второй куплет: Method Man
  - Третий куплет: Ghostface Killah
8. «Bells of War» — 5:12
  - Первый куплет: U-God
  - Второй куплет : Method Man
  - Третий куплет: RZA
  - Четвёртый куплет: Masta Killa
  - Вступление: Method Man & Raekwon
  - Пятый куплет: Ghostface Killah
  - Outro: RZA
9. «The M.G.M.» — 2:38
  - Исполнитель: Ghostface Killah & Raekwon
  - Продюсер: True Master
10. «Dog Sh*t» — 3:34
  - Исполнитель: Ol' Dirty Bastard
11. «Duck Seazon» (Wu Tang Clan) — 5:42
  - Intro и первый куплет: Raekwon
  - Второй куплет: RZA
  - Третий куплет: Method Man
  - Четвёртый куплет : Raekwon
12. «Hellz Wind Staff» (Wu Tang Clan) — 4:52
  - Первый куплет: Streetlife
  - Второй куплет: Ghostface Killah
  - Третий куплет: Inspectah Deck
  - Четвёртый куплет: Method Man
  - Пятый куплет: RZA
  - Шестой куплет: Raekwon
13. «Heaterz» — 5:26
  - Первый куплет: Raekwon
  - Второй куплет: Inspectah Deck
  - Третий куплет: U-God
  - Четвёртый куплет: Ol' Dirty Bastard
  - Пятый куплет: Cappadonna
  - Продюсер: True Master
14. «Black Shampoo» — 3:49
  - Исполнитель: U-God
15. «Second Coming» — 4:39
  - Исполнитель: Tekitha
16. «The Closing» — 2:37
  - Исполнитель: Raekwon
17. «Sunshower» — 6:11
  - Исполнитель: The RZA (UK release only)

## Над альбомом работали
- A-D — Art Direction, Layout Design
- Sherin Baday — Photography, A&R
- Bob Berg — Photography
- Carlos Bess — Mixing, Mixing Engineer
- Cappadonna — Performer
- Dennis Coles — Executive Producer
- Tom Coyne — Mastering
- Mitchell Diggs — Executive Producer
- Robert Diggs — Executive Producer
- Divine — Production Coordination
- Fourth Disciple — Producer, Engineer, Mixing
- Arlene Godfrey — A&R
- Oli Grant — Executive Producer
- Scott Harding — Mixing, Mixing Engineer
- Che Harris — A&R
- Inspectah Deck — Producer, Mixing
- Dia Kudu — Artwork, Art Direction, Design
- Ola Kudu — Art Direction, Design, Layout Design
- Laurie Marks — A&R
- Philippe McClelland — Photography
- Shawn Mortenson — Photography
- Eugene Nastasi — Editing
- Ney Pimentel — Artwork, Art Direction, Design, Layout Design
- P.O.W.E.R. — Production Coordination
- Michael «Wolf» Reaves — Mixing
- James Roach — Artwork, Art Direction, Design, Layout Design
- RZA — Producer, Engineer, Mixing, Assistant Producer
- Troy Staton — Mixing
- True Master — Producer, Engineer, Mixing

## Интересные факты
В честь альбома назван персонаж Wu-Tang Forever, который является второстепенным антагонистом в манге и аниме JoJo’s Bizzare Adventure: Stardust Crusaders.[значимость факта?]